# Jack Ketchum’s The Lost – Teenage Serial Killer
The Lost (auch Jack Ketchum’s The Lost – Teenage Serial Killer) ist ein US-amerikanischer Independentfilm von Chris Sivertson nach dem gleichnamigen Roman von Jack Ketchum. In Deutschland erschien der Film am 9. April 2009 direkt auf DVD. 2013 erfolgte eine Wiederveröffentlichung unter dem Titel Killing Apocalypse.

## Handlung
Rye Pye leidet an seinen körperlichen Voraussetzungen. Um größer zu erscheinen, packt er zerdrückte Bier-Büchsen in seine Schuhe, trägt Make-up auf und pflegt seine Haare. Mit seinen Freunden Tim Bess und Jennifer Fitch verbringt er ein Camping-Wochenende im Wald. Dabei treffen sie auf zwei Mädchen. Der sehr impulsive Rye beobachtet die beiden bei zärtlichen Umarmungen und schließt daraus, dass sie lesbisch sind. Angewidert greift er zur Waffe und will beide Mädchen töten. Eine der beiden kann jedoch schwer verletzt fliehen.
Vier Jahre nach der Tat verstirbt die sich im Koma befindende Überlebende. Rye ist nichts nachzuweisen und seine Freunde Tim und Jennifer schweigen. Detective Charlie Schilling und sein mittlerweile pensionierter Ex-Partner Ed Anderson beschließen, den Fall wieder aufzurollen. Doch Rye kann sich sicher fühlen, da seine Freunde zu ihm stehen. Tagsüber arbeitet er für seine Mutter in deren Hotel und nachts feiert er Partys, verkauft Drogen und vergnügt sich mit diversen Mädchen. Als Katherine Wallace neu in die Stadt zieht, verändert sich sein Leben schlagartig. Rye beginnt ein Verhältnis mit ihr und verliebt sich. Trotzdem versucht er, das Zimmermädchen Sally ins Bett zu bekommen. Als Rye aber erfährt, dass seine beiden Freunde Tim und Jennifer ihrerseits eine Affäre begonnen haben und sich auch noch Katherine von ihm trennt und Sally nichts von ihm wissen will, verliert er völlig die Kontrolle.
Rye läuft Amok. Er erschießt seine Mutter, Jennifers Eltern und eine Freundin von Sally. Jennifer, Sally und Katherine entführt er und will sie in ein abgelegenes, verlassenes Haus bringen, wo er vor Jahren eine spaßige Zeit mit Tim verbracht hat. Doch in dem Haus ist mittlerweile ein Paar eingezogen. Rye tötet den Mann und die schwangere Frau. Letzterer beginnt er den Bauch aufzuschneiden, um den Fötus herauszuholen. Dabei greift Sally zu einem Porzellangegenstand und schlägt ihn Rye auf den Kopf. Dieser lässt von der Frau ab und will nun Sally vergewaltigen. Dann platzen Detective Schilling und Ed Anderson herein, die durch Tim darauf gebracht wurden, wo Rye sich aufhält. Es kommt zu einem Feuergefecht, bei dem Sally getötet und Rye angeschossen wird. Detective Schilling stürzt sich anschließend auf Rye und schlägt ihn sprichwörtlich zusammen.

## Kritiken und Auszeichnungen
The Lost erhielt ein gutes Presseecho. So erfasst der US-amerikanische Aggregator Rotten Tomatoes 83 % wohlwollende Besprechungen und ordnet den Film dementsprechend als „Frisch“ ein.

„Zweifellos faszinierend […] von Anfang bis Ende“

„The Lost funktioniert sowohl als hervorragendes Krimidrama wie auch als eindringlich warnendes Märchen.“

Marc Senter wurde für seine schauspielerische Leistung auf dem Screamfest Horror Film Festival 2006 als bester Darsteller ausgezeichnet. Bei den Fangoria Chainsaw Awards 2009 wurde Senter auf Platz 3 der besten Schauspieler gewählt. Darüber hinaus lief der Film auf zahlreichen Filmfestivals.